# Lễ hội Bon

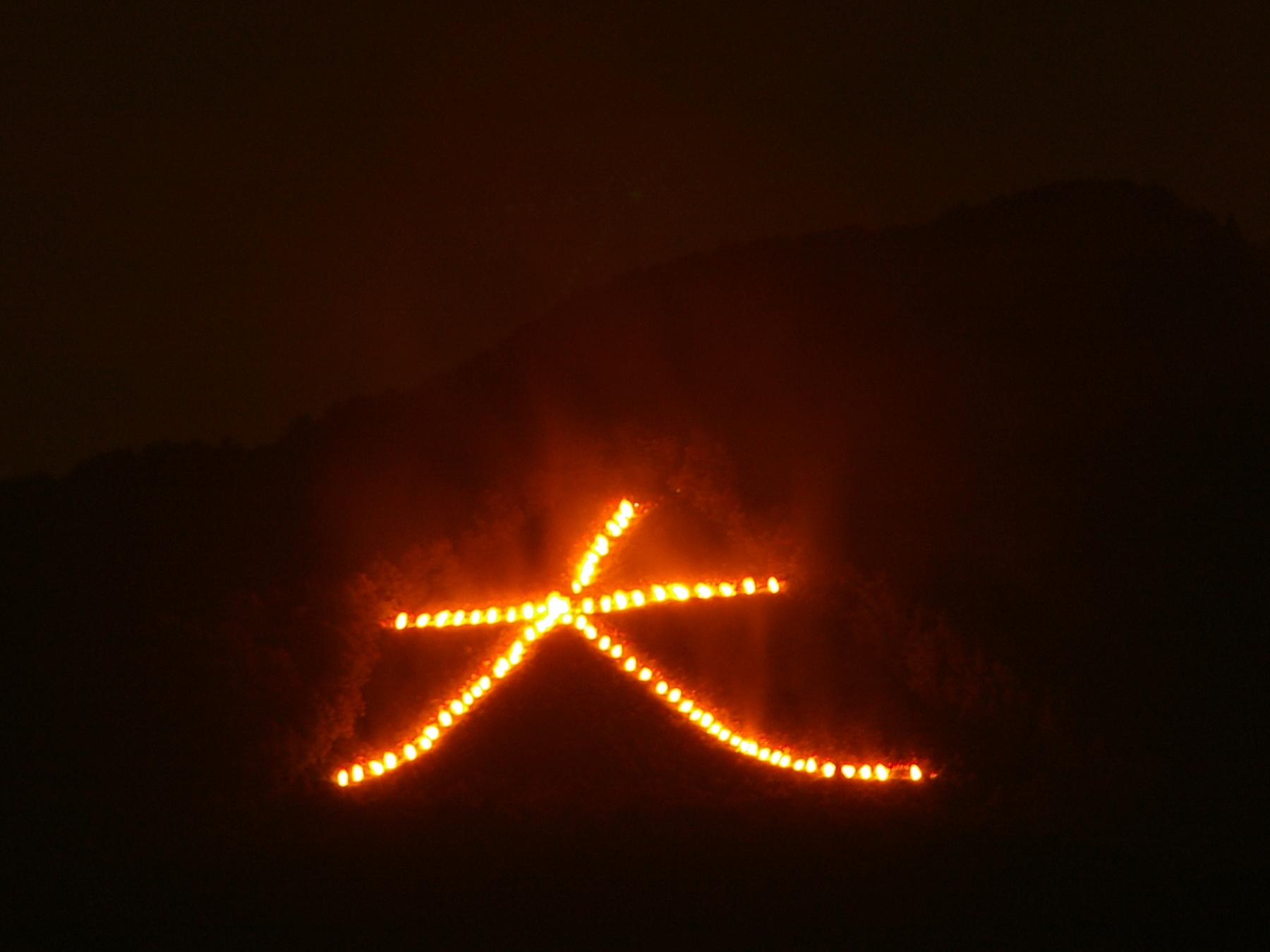
Đốt lửa trại Gozan no Okuribi ở Kyoto

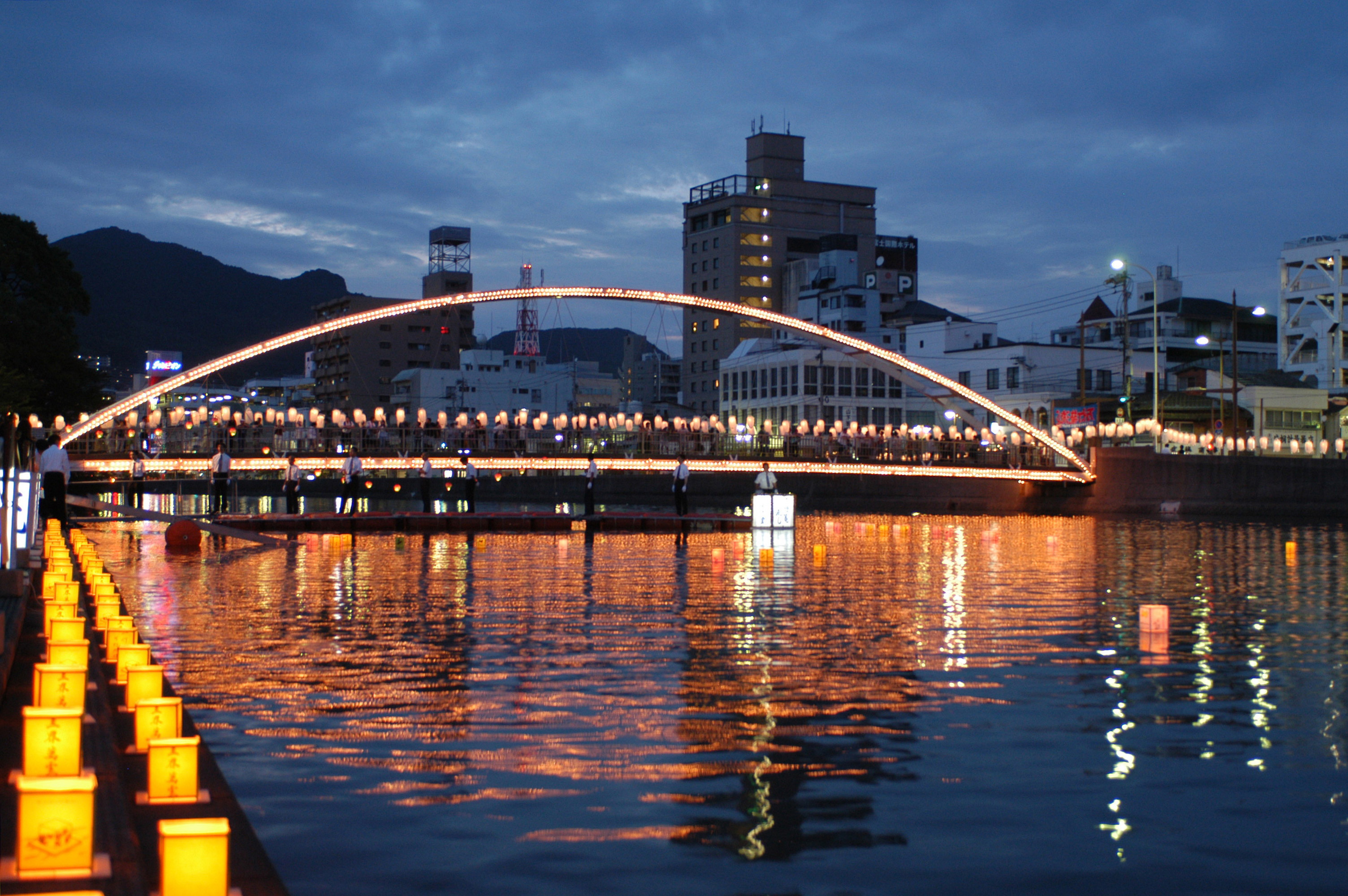
Thả đèn trên sông Sasebo dịp lễ Obon

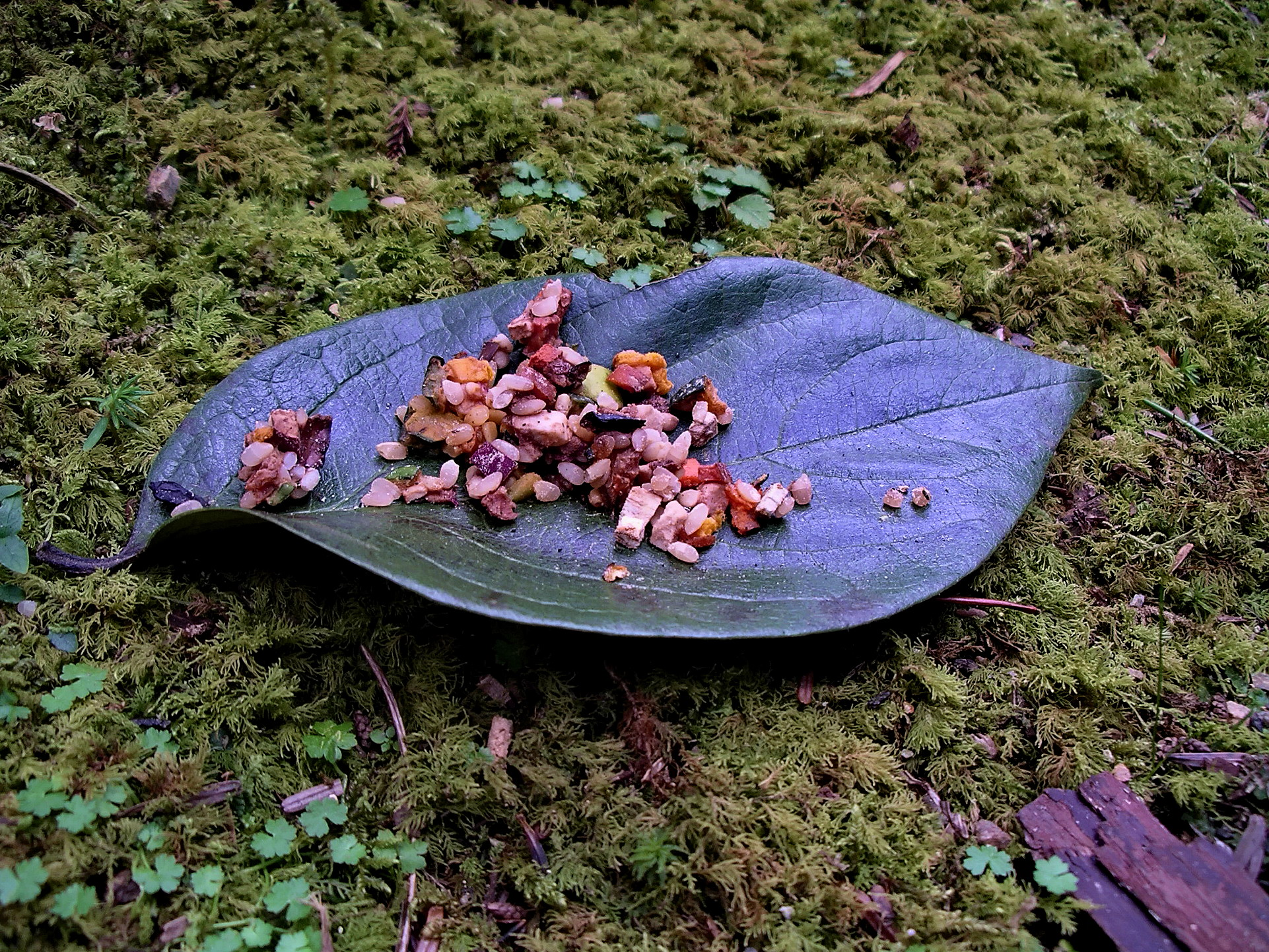

Bon (盆) hoặc Obon (お盆) là một lễ hội Phật giáo ở Nhật Bản với mục đích tưởng nhớ cha mẹ và tổ tiên.
Lễ hội Obon kéo dài trong ba ngày; tuy nhiên, ngày bắt đầu của lễ khác nhau trong các khu vực khác nhau của Nhật Bản. Khi việc dùng lịch âm được đổi thành lịch Gregorian vào đầu thời đại Minh Trị, các địa phương ở Nhật Bản đã phản ứng khác nhau, dẫn đến ba thời điểm khác nhau của Obon. Shichigatsu Bon (Bon vào tháng 7) dựa trên dương lịch và được tổ chức vào khoảng ngày 15 tháng 7 ở miền đông Nhật Bản (vùng Kantō như Tokyo, Yokohama và vùng Tōhoku), trùng với Chūgen (Chūgen (中元), cũng là Ochūgen (お 元 元), là một sự kiện thường niên ở Nhật Bản vào ngày 15 tháng 7 âm lịch, khi mọi người tặng quà cho cấp trên và người quen của họ). Hachigatsu Bon (Bon vào tháng 8), dựa trên lịch âm, được tổ chức vào khoảng ngày 15 tháng 8 và là thời gian được tổ chức phổ biến nhất. Kyū Bon (Bon cũ) được tổ chức vào ngày 15 tháng 7 âm lịch, và do đó mỗi năm đều khác nhau. Kyū Bon được tổ chức tại các khu vực như phần phía bắc của vùng Kantō, vùng Chūgoku, Shikoku và tỉnh Okinawa.

## Lịch sử
Trong văn hóa Nhật Bản, Obon là lễ hội Phật giáo nhằm thể hiện sự biết ơn đối với tổ tiên cội nguồn. Lễ hội Obon xuất hiện tại Nhật từ hơn 500 năm trước. Ngày nay, lễ hội này trở thành dịp để đoàn tụ gia đình và tham gia các tục lệ truyền thống như nhảy múa hay thả đèn lồng trôi sông.
Nguồn gốc lễ hội bắt nguồn từ câu chuyện về một đệ tử nhà Phật có tên Mokuren (Mục Kiền Liên). Theo truyền thuyết, ông là người đã tu luyện nhiều năm và có nhiều pháp thuật. Để báo hiếu với người mẹ mất sớm, ông sử dụng pháp lực để tìm lại mẹ khắp nơi. Khi thấy mẹ mình đã biến thành quỷ đói, bị đày xuống địa ngục và chịu nhiều đau khổ, Mokuren tìm đến Đức Phật để hỏi cách giải thoát cho bà. Đức Phật nói rằng Mokuren phải mang đồ lễ cúng các nhà tu vào ngày 15 tháng 7. Ông thực hiện theo giúp đỡ của Đức Phật, đem đồ cúng cho những người tu hành ở dương gian vào đúng ngày đó. Sau khi hoàn thành lễ cúng, linh hồn mẹ ông được siêu thoát. Mokuren nhảy múa vui mừng. Từ đó, sự tích này trở thành một tục lệ. Người dân hàng năm tổ chức Obon để thể hiện lòng biết ơn tới cha mẹ và linh hồn tổ tiên, còn điệu múa trong lễ hội được gọi là Bon Odori.